# 李漢超
李漢超（？—977年），雲州雲中县人，五代十国后唐至北宋时期将领、政治人物。
後唐时在范延光麾下为将，没有得到重用。后来在高行周麾下也没有被信任。柴荣驻守澶淵，李漢超投奔于他。柴荣即位为周世宗，李漢超被任命为殿前指揮使，累進殿前都虞候。
北宋建国，转任散指揮都指揮使、兼綿州刺史。累進控鶴左厢都校、兼恩州团练使。参与平定李重進之乱，转任齐州防禦使兼关南兵馬都监。在关南十七年，官民请求立頌德碑。
他和霸州监軍馬仁瑀关系紧张，太祖趙匡胤促进他们和解。太平兴国元年（976年），李漢超以关南巡检转任应州观察使、齐州通判。太平興国二年（977年）八月，在齐州去世。追贈太尉、忠武軍節度使。

## 子
- 李守恩
- 李守忠